# Anthrenus shikokensis
Anthrenus shikokensis is een keversoort uit de familie spektorren (Dermestidae). De wetenschappelijke naam van de soort werd in 1985 gepubliceerd door Ohbayashi.